# Иванов (Волынская область)
Иванов (укр. Іванів) — село в Поромовской сельской общине Владимирского района Волынской области Украины.
Код КОАТУУ — 0721180404. Население по переписи 2001 года составляет 62 человека. Почтовый индекс — 45310. Телефонный код — 3372. Занимает площадь 0,74 км².

## История
В 1946 году указом ПВС УССР село Янов переименовано в Иванов.
До 2020 года входило в Иваничевский район.